# Alberto J. Biasotti
Alberto J. Biasotti (Buenos Aires, Argentina; 24 de marzo de 1891 - Buenos Aires, 4 de mayo de 1964) fue un  fotógrafo y camarógrafo de cine argentino.

## Carrera
Alberto Biasotti fue un prestigioso fotógrafo, montajista y camarógrafo argentino de gran trayectoria fílmica. Iniciado en la época del cine mudo fue uno de los fundadores de la productora "Ariel Film", ubicado en Boedo 51, junto al guionista  Mario Ponisio y el contador y director Roberto Guidi y con quienes rodó su primera cinta muda en 1919, El mentir de los demás, protagonizado por Ángel Walk, Olga Casares Pearson, Milagros de la Vega y Felipe Farah. En 1926  la empresa incorpora sus laboratorios propios por iniciativa de Biasotti, el cual asume el cargo de jefe de laboratorio y efectos especiales de varias películas del momento. Estos laboratorios se ubicaban junto a las vías del ferrocarril en el barrio de La Paternal. También se desempeñó como jefe de producción de la Sociedad Impresora de Discos Electrofónicos, propiedad de la Compañía Cinematográfica Ariel. Tuvo entre sus discípulos al director Carlos Rinaldi.
Fue el responsable de importar la primera máquina fílmica Bell & Howell que llegó al país para la galería Ariel. En 1930 integra la Asociación Cinematográfica Argentina.

## Filmografía
Como fotógrafo:
- 1933: Dancing
- 1931: El amanecer Je una raza
- 1931: La vía de oro
- 1929: Las aventuras de Pancho Talero
- 1929: Destinos
- 1929: Mosaico criollo
- 1928: La borrachera del tango
- 1926: Bajo la mirada de Dios
- 1919: El mentir de los demás[2]

Como montajista:
- 1939: Ambición